# Pak Chol-min (piłkarz)
Pak Chol-min (ur. 10 grudnia 1988) – północnokoreański piłkarz występujący na pozycji napastnika w klubie Rimyongsu.

## Kariera klubowa
Pak Chol-min jest wychowankiem klubu Rimyongsu Sports Group, w którym rozpoczął karierę w 2005.

## Kariera reprezentacyjna
W 2007 roku Pak Chol-min zadebiutował w reprezentacji Korei Północnej. W 2011 został powołany do kadry na Puchar Azji.